# Harold J. Greene
Pour les articles homonymes, voir Greene.
Harold Joseph "Harry" Greene, né le 11 février 1959 à Boston (Massachusetts) et mort le 5 août 2014 à Kaboul (Afghanistan), était un général de l'Armée américaine. Il est le plus haut officier américain mort au combat depuis la mort de l'amiral Rembrandt C. Robinson (en) au Viêt Nam en 1972.

## Biographie

### Enfance et études
Il est diplômé d'un doctorat en science des matériaux.

### Carrière militaire
Il commandait le Natick Soldier Research, Development and Engineering Center et était le responsable adjoint des acquisitions d'armes au  Combined Security Transition Command-Afghanistan.

### Assassinat
Le général Greene a été abattu à l'Afghan National Army Officers Academy par un homme portant un uniforme militaire afghan, qui a aussi blessé un général allemand et une quinzaine d'autres personnes avant d'être abattu.